# Elizabethtown-Kitley
Elizabethtown-Kitley es un municipio canadiense situado en la provincia de Ontario.

## Superficie
Elizabethtown-Kitley tiene una superficie de 4029,96 km².

## Demografía
En 2021, tenía 9545 habitantes, una densidad poblacional de 17,2 hab./km², y 4029 viviendas.